# 1985 100 legnagyobb slágere
Ez a lista a Billboard első Hot 100 zenéjét tartalmazza 1985-ből.
| Helyezés | Szám                                     | Előadó                         |
| -------- | ---------------------------------------- | ------------------------------ |
| 1        | Careless Whisper                         | Wham! featuring George Michael |
| 2        | Like a Virgin                            | Madonna                        |
| 3        | Wake Me Up Before You Go-Go              | Wham!                          |
| 4        | I Want to Know What Love Is              | Foreigner                      |
| 5        | I Feel for You                           | Chaka Khan                     |
| 6        | Out of Touch                             | Hall & Oates                   |
| 7        | Everybody Wants to Rule the World        | Tears for Fears                |
| 8        | Money for Nothing                        | Dire Straits                   |
| 9        | Crazy for You                            | Madonna                        |
| 10       | Take on Me                               | A-ha                           |
| 11       | Everytime You Go Away                    | Paul Young                     |
| 12       | Easy Lover                               | Philip Bailey és Phil Collins  |
| 13       | Can't Fight This Feeling                 | REO Speedwagon                 |
| 14       | We Built This City                       | Starship                       |
| 15       | The Power of Love                        | Huey Lewis and the News        |
| 16       | Don't You (Forget About Me)              | Simple Minds                   |
| 17       | Cherish                                  | Kool & the Gang                |
| 18       | St. Elmo's Fire (Man in Motion)          | John Parr                      |
| 19       | The Heat Is On                           | Glenn Frey                     |
| 20       | We Are the World                         | USA for Africa                 |
| 21       | Shout                                    | Tears for Fears                |
| 22       | Part-Time Lover                          | Stevie Wonder                  |
| 23       | Saving All My Love For You               | Whitney Houston                |
| 24       | Heaven                                   | Bryan Adams                    |
| 25       | Everything She Wants                     | Wham!                          |
| 26       | Cool It Now                              | New Edition                    |
| 27       | Miami Vice Theme                         | Jan Hammer                     |
| 28       | Loverboy                                 | Billy Ocean                    |
| 29       | Lovergirl                                | Teena Marie                    |
| 30       | You Belong to the City                   | Glenn Frey                     |
| 31       | Oh Sheila                                | Ready for the World            |
| 32       | Rhythm of the Night                      | DeBarge                        |
| 33       | One More Night                           | Phil Collins                   |
| 34       | Sea of Love                              | The Honeydrippers              |
| 35       | A View to a Kill                         | Duran Duran                    |
| 36       | The Wild Boys                            | Duran Duran                    |
| 37       | You're the Inspiration                   | Chicago                        |
| 38       | Neutron Dance                            | The Pointer Sisters            |
| 39       | We Belong                                | Pat Benatar                    |
| 40       | Nightshift                               | Commodores                     |
| 41       | Things Can Only Get Better               | Howard Jones                   |
| 42       | All I Need                               | Jack Wagner                    |
| 43       | Freeway of Love                          | Aretha Franklin                |
| 44       | Never Surrender                          | Corey Hart                     |
| 45       | Sussudio                                 | Phil Collins                   |
| 46       | Strut                                    | Sheena Easton                  |
| 47       | You Give Good Love                       | Whitney Houston                |
| 48       | The Search Is Over                       | Survivor                       |
| 49       | Missing You                              | Diana Ross                     |
| 50       | Separate Lives                           | Phil Collins és Marilyn Martin |
| 51       | Raspberry Beret                          | Prince és The Revolution       |
| 52       | Suddenly                                 | Billy Ocean                    |
| 53       | The Boys of Summer                       | Don Henley                     |
| 54       | One Night in Bangkok                     | Murray Head                    |
| 55       | If You Love Somebody Set Them Free       | Sting                          |
| 56       | Obsession                                | Animotion                      |
| 57       | We Don't Need Another Hero (Thunderdome) | Tina Turner                    |
| 58       | Material Girl                            | Madonna                        |
| 59       | Better Be Good to Me                     | Tina Turner                    |
| 60       | Head over Heels                          | Tears for Fears                |
| 61       | Axel F                                   | Harold Faltermeyer             |
| 62       | Smooth Operator                          | Sade                           |
| 63       | In My House                              | Mary Jane Girls                |
| 64       | Don't Lose My Number                     | Phil Collins                   |
| 65       | All Through the Night                    | Cyndi Lauper                   |
| 66       | Run to You                               | Bryan Adams                    |
| 67       | Glory Days                               | Bruce Springsteen              |
| 68       | Voices Carry                             | 'Til Tuesday                   |
| 69       | Misled                                   | Kool & the Gang                |
| 70       | Would I Lie to You?                      | Eurythmics                     |
| 71       | Be Near Me                               | ABC                            |
| 72       | No More Lonely Nights                    | Paul McCartney                 |
| 73       | I Can't Hold Back                        | Survivor                       |
| 74       | Summer Of '69                            | Bryan Adams                    |
| 75       | Walking on Sunshine                      | Katrina and the Waves          |
| 76       | Freedom                                  | Wham!                          |
| 77       | Too Late for Goodbyes                    | Julian Lennon                  |
| 78       | Valotte                                  | Julian Lennon                  |
| 79       | Some Like It Hot (dal)                   | Power Station                  |
| 80       | Solid                                    | Ashford & Simpson              |
| 81       | Angel                                    | Madonna                        |
| 82       | I'm on Fire                              | Bruce Springsteen              |
| 83       | Method of Modern Love                    | Hall & Oates                   |
| 84       | Lay Your Hands on Me                     | Thompson Twins                 |
| 85       | Who's Holding Donna Now                  | DeBarge                        |
| 86       | Lonely Ol' Night                         | John Cougar Mellencamp         |
| 87       | What About Love                          | Heart                          |
| 88       | California Girls                         | David Lee Roth                 |
| 89       | Fresh                                    | Kool & the Gang                |
| 90       | Do What You Do                           | Jermaine Jackson               |
| 91       | Jungle Love                              | The Time                       |
| 92       | Born in the U.S.A.                       | Bruce Springsteen              |
| 93       | Private Dancer                           | Tina Turner                    |
| 94       | Who's Zoomin' Who                        | Aretha Franklin                |
| 95       | Fortress Around Your Heart               | Sting                          |
| 96       | Penny Lover                              | Lionel Richie                  |
| 97       | All She Wants to Do Is Dance             | Don Henley                     |
| 98       | Dress You Up                             | Madonna                        |
| 99       | Sentimental Street                       | Night Ranger                   |
| 100      | Sugar Walls                              | Sheena Easton                  |

## Fordítás
- Ez a szócikk részben vagy egészben  a   Billboard Year-End Hot 100 singles of 1985 című angol Wikipédia-szócikk ezen változatának fordításán alapul.  Az eredeti cikk szerkesztőit annak laptörténete sorolja fel. Ez a jelzés csupán a megfogalmazás eredetét és a szerzői jogokat jelzi, nem szolgál a cikkben szereplő információk forrásmegjelöléseként.